# The Blacklist: Redemption
The Blacklist: Redemption é uma série de televisão americana exibida pela NBC entre 23 de fevereiro e 13 de abril de 2017. É um spin-off da série da NBC The Blacklist, estrelando Famke Janssen como Susan Scott "Scottie" Hargrave, presidente da Halcyon, uma empresa militar privada com equipes corporativas cooperativas, e Ryan Eggold como Tom Keen, que apareceu na série original.

## Elenco

### Principal
- Famke Janssen como Susan Scott "Scottie" Hargrave, chefe da divisão Gray Matters da Halcyon Aegis, uma organização secreta de mercenários.[2][3]
- Ryan Eggold como Tom Keen, filho de Scottie, e um agente especializado.[2]
- Edi Gathegi como Matias Solomon, um mercenário.[4]
- Tawny Cypress como Nez Rowan, um mercenário.[5]
- Adrian Martinez como Dumont, um brilhante hacker de computador.[3]

### Recorrente
- Terry O'Quinn como Howard Hargrave, fundador da Halcyon Aegis e pai de Tom Keen.[6]
- Theodora Miranne como Kat Carlson, assistente pessoal de Scottie.[7]
- Dan Amboyer como Daniel / "Trevor", o mais jovem prostituto do sexo masculino Scottie visitas, que, eventualmente, começa um relacionamento com Kat.[8]

Além disso, as estrelas de The Blacklist Megan Boone e Harry Lennix fizeram aparições durante a temporada.

## Produção

### Desenvolvimento
Em Março de 2016, a NBC começou a desenvolver um spin-off da série The Blacklist, criada por Jon Bokenkamp e o showrunner John Eisendrath, que seria  o produtor executivo com John Davis e John Fox. O projeto conta com estrelas como por exemplo Famke Janssen como Susan "Scottie" Hargrave e Ryan Eggold interpretando seu papel como Tom Keen, e foi concebida para realçar uma dinâmica semelhante entre Scottie e Tom para que se assemelhasse a The Blacklist, Raymond "Red" Reddington (James Spader) tem a Liz Keen (Megan Boone). Além disso, Janssen apareceu pela primeira vez no papel em "The Blacklist" no episódio "Susan Hargrave" em Maio de 2016, com o episódio seguinte, "Alexander Kirk", servindo como um piloto backdoor para o potencial da série. A nova série, chamada "The Blacklist: Redemption", foi ordenada em 14 de Maio de 2016. Em outubro de 2016, David Amann foi chamado para ser showrunner e produtor executivo da série. Em 12 de Maio de 2017, a NBC cancelou a série depois de uma temporada por conta da baixa audiência; Eggold irá retornar ao seu papel em "The Blacklist".

### Elenco
Junto com o anúncio, em Março de 2016, de Janssen como Hargrave, e Eggold retomando seu papel como Tom Keen, foi revelado que Edi Gathegi retomaria seu papel regular em The Blacklist como Matias Salomão. Tawny Cypress também se juntou ao elenco como Nez Rowan, e foi apresentado em "The Blacklist" antes de aparecer no spin-off. O mês de julho seguinte, foi anunciado que Adrian Martinez seria regular na série como Dumont, depois de ter participado anteriormente em "The Blacklist".
Terry O'Quinn, atuou como Howard Hargrave, pai de Tom Keen, tornou-se recorrente na série. Outros personagens recorrentes da série incluem Theodora Miranne Kat Carlson, e Dan Amboyer como Daniel / "Trevor". Boone e Harry Lennix retomaram suas funções em The Blacklist como Elizabeth Keen e Harold Cooper, respectivamente, na série.

## Episódios
| Episódio # | Título                  | Dirigido por          | Escrito por                                                                  | Estreia original        | Audiência nos EUA (em milhões) |
| --- | ----------------------- | --------------------- | ---------------------------------------------------------------------------- | ----------------------- | ------------------------------ |
| 1 | "Leland Bray"           | John Terlesky         | Jon Bokenkamp & John Eisendrath & Lukas Reiter & J. R. Orci                  | 23 de fevereiro de 2017 | 4.26                           |
| Tom Keen viaja para Nova York para discutir o estado de seu falecido pai e descobrir, de forma chocante, que ele está de fato vivo e que ele fingiu sua morte. Ele pede a Tom para se juntar a sua mãe, a firma de segurança de Susan "Scottie" Hargrave, para ajudar a encontrar um agente da CIA sequestrado. |                         |                       |                                                                              |                         |                                |
| 2 | "Kevin Jensen"          | Donald E. Thorin, Jr. | Lukas Reiter                                                                 | 2 de março de 2017      | 4.76                           |
| Scottie recruta a equipe em uma perigosa missão quando um jornalista americano chamado Kevin Jensen, que é amigo próximo de Scottie, é falsamente preso por espionagem em um país estrangeiro, e eles devem fazer o que for preciso para salvá-lo antes que ele seja executado. |                         |                       |                                                                              |                         |                                |
| 3 | "Independence, U.S.A."  | Bill Roe              | Sean Hennen                                                                  | 9 de março de 2017      | 3.69                           |
| Um acidente de avião nos Montes Urais manda Tom e Nez se infiltrarem em uma misteriosa instalação militar ultrassecreta; que acaba por ser uma réplica de uma cidade americana onde os agentes russos são treinados para substituir os americanos. Scottie descobre que Howard estava procurando por seu filho pouco antes de sua suposta morte, e Howard sugere a Tom que Scottie é um impostor. Scottie pede ao Sr. Solomon para encontrar respostas sobre o marido dela. |                         |                       |                                                                              |                         |                                |
| 4 | "Operation Davenport"   | John Terlesky         | Richard D'Ovidio & Spencer Hudnut                                            | 16 de março de 2017     | 4.12                           |
| Quando terroristas implacáveis escapam de um local secreto da CIA em Manhattan, Tom e a equipe tentam encontrá-los e proteger a cidade bloqueando-a antes que ocorra um desastre. Enquanto isso, Scottie descobre pistas sobre seu filho que podem expor a identidade de Tom. |                         |                       |                                                                              |                         |                                |
| 5 | "Borealis 301"          | Elodie Keene          | Glen Whitman & Matt Bosack                                                   | 23 de março de 2017     | 3.96                           |
| À caça de um grupo de ladrões implacáveis, Tom e Solomon se disfarçam como comissários de bordo em um vôo internacional para capturar uma equipe de ladrões que roubam cargas valiosas de aviões. Howard pede que Tom encontre provas de uma conspiração orquestrada por Scottie. Scottie finalmente descobre a verdade sobre a suposta morte de Howard. |                         |                       |                                                                              |                         |                                |
| 6 | "Hostages"              | Andrew McCarthy       | Dan E. Fesman & Sean Hennen                                                  | 30 de março de 2017     | 3.99                           |
| Um rico empresário e toda a sua família são seqüestrados por sequestradores profissionais e a equipe Halcyon faz de tudo para recuperá-los. Com o tempo se esgotando, a equipe deve fazer uma escolha perigosa. Enquanto isso, Tom arrisca sua segurança para resgatar seu pai e de Scottie sabendo a verdade sobre ele. |                         |                       |                                                                              |                         |                                |
| 7 | "Whitehall"             | Oz Scott              | Spencer Hudnut & Richard D'Ovidio & Kathryn Miller Kelley                    | 6 de abril de 2017      | 3.72                           |
| Depois que Scottie descobre sua identidade e ordena que ele seja torturado por informações, Tom escapa de Halcyon e se junta a seu pai para descobrir o segredo do misterioso "Whitehall". |                         |                       |                                                                              |                         |                                |
| 8 | "Whitehall: Conclusion" | John Terlesky         | Story by: J. R. Orci Teleplay by: Dan E. Fesman & Glen Whitman & Matt Bosack | 13 de abril de 2017     | 3.92                           |
| Scottie e Howard lutam pelo controle de Halcyon e a tecnologia perigosa ligada a Whitehall, forçando Tom, Nez e Salomão a escolher lados; Kat faz uma descoberta surpreendente enquanto investigava irregularidades nas operações de Halcyon. Tom se choca com o Sr. Solomon enquanto faz uma escolha fatal. |                         |                       |                                                                              |                         |                                |

## Classificações
| № | Título                  | Exibição original       | Rating/share (18–49) | Audiência (em milhões) | DVR (18–49) | Audiência em DVR (milhões) | Total (18–49) | Audiência total (em milhões) |
| - | ----------------------- | ----------------------- | -------------------- | ---------------------- | ----------- | -------------------------- | ------------- | ---------------------------- |
| 1 | "Leland Bray"           | 23 de fevereiro de 2017 | 0.8/3                | 4.26                   | N/A         | 2.495                      | N/A           | 6.751                        |
| 2 | "Kevin Jensen"          | 2 de março de 2017      | 1.0/4                | 4.76                   | N/A         | N/A                        | N/A           | N/A                          |
| 3 | "Independence, U.S.A."  | 9 de março de 2017      | 0.7/3                | 3.69                   | 0.5         | 2.282                      | 1.2           | 5.999                        |
| 4 | "Operation Davenport"   | 16 de março de 2017     | 0.7/3                | 4.12                   | 0.5         | 2.135                      | 1.2           | 6.253                        |
| 5 | "Borealis 301"          | 23 de março de 2017     | 0.7/3                | 3.96                   | N/A         | 2.023                      | N/A           | 5.979                        |
| 6 | "Hostages"              | 30 de março de 2017     | 0.8/3                | 3.99                   | N/A         | 2.105                      | N/A           | 6.095                        |
| 7 | "Whitehall"             | 6 de abril de 2017      | 0.7/3                | 3.72                   | N/A         | 2.062                      | N/A           | 5.769                        |
| 8 | "Whitehall: Conclusion" | 13 de abril de 2017     | 0.7/3                | 3.92                   | N/A         | 2.009                      | N/A           | 5.858                        |